# Chaenocephalus aceratus
Chaenocephalus aceratus, conosciuto comunemente come pesce ghiaccio dalla pinna nera (o pesce coccodrillo) è un pesce appartenente alla famiglia Channichthyidae.

## Distribuzione e habitat
Il pesce ghiaccio pinna nera è comune tra il Pacifico sud-orientale e l'Atlantico sud occidentale, nella zona dello stretto di Drake.

## Descrizione
Questo pesce, così come le altre specie appartenenti alla famiglia dei Channichthyidae, presenta un'affascinante capacità di adattamento al clima antartico: produce una sorta di "antigelo" che evita il congelamento del sangue, privo di globuli rossi (da cui il colorito pallido). Tuttavia, possiede un sistema cardiocircolatorio molto sviluppato, paragonabile, anche nelle dimensioni, a quello di un mammifero. L'aspetto, con la grande bocca munita di denti, gli è valso il nome di "pesce-coccodrillo". 

Lungo sino a 72 cm, può raggiungere i 3,5 kg di peso.

## Riproduzione
La deposizione delle uova (gialle-arancio) avviene tra febbraio e aprile e tra settembre e ottobre.

## Predatori
Il pesce ghiaccio dalla pinna nera è preda di altre specie appartenenti alla famiglia Channichthyidae, compresi gli esemplari più grossi della stessa specie, che praticano il cannibalismo. Un altro grande predatore è il mammifero Arctocephalus gazella, un membro della famiglia Otariidae.

## Alimentazione
Questa specie si ciba di pesci, gamberi, crostacei e plancton.

## Pesca
Chaenocephalus aceratus è pescato per produrre mangimi a base di pesce per animali domestici.